# Gallicano nel Lazio
Gallicano nel Lazio is een gemeente in de Italiaanse provincie Rome (regio Latium) en telt 5179 inwoners (31-12-2004). De oppervlakte bedraagt 26,0 km², de bevolkingsdichtheid is 176 inwoners per km².

## Demografie
Gallicano nel Lazio telt ongeveer 2017 huishoudens. Het aantal inwoners steeg in de periode 1991-2001 met 29,8% volgens cijfers uit de tienjaarlijkse volkstellingen van ISTAT.
| Jaar | Inwoneraantal |
| ---- | ------------- |
| 1991 | 3528          |
| 2001 | 4578          |

## Geografie
De gemeente ligt op ongeveer 241 m boven zeeniveau.
Gallicano nel Lazio grenst aan de volgende gemeenten: Palestrina, Rome, Zagarolo.